# Rhynchostegium sparsirameum
Rhynchostegium sparsirameum là một loài Rêu trong họ Brachytheciaceae. Loài này được (Geh. & Hampe) Paris miêu tả khoa học đầu tiên năm 1898.